# Engelskgræs (art)
Engelskgræs (Armeria maritima), eller fåreleger, er en vintergrøn plante med en tueformet vækst. Bladene er linjeformede, let sukkulente og helrandede. Begge sider er grågrønne. Blomsterne er samlet i tætte hoveder på hver deres stilk. De er lyserøde med fin duft af nektar.
Planten er vildtvoksende på magre, hårdt græssede og saltprægede biotoper, som f.eks. klitter, strandenge eller overdrev. Derfra har den bredt sig til vejkanterne langs de mest saltede veje, hvor den nu danner en stribeformet zone sammen med bl.a. strandvejbred.

## Underarter
- Fjeldengelskgræs (Armeria maritima ssp. sibirica)
- Strandengelskgræs (Armeria maritima ssp. maritima)
- Vejengelskgræs (Armeria maritima ssp. elongata)

## Sorter
Desuden dyrkes der nogle udvalgte sorter:
|                            |
| 'Alba' (hvid)              |
| 'Alba Minor' (hvid)        |
| 'Ardens' (mørk rosa)       |
| 'Aros' (lillarød)          |
| 'Arvi' (hvid)              |
| 'Bevan's Variety' (lilla)  |
| 'Düsseldorfer Stolz' (rød) |
| 'Rosea Compacta' (rød)     |